# Andri Shpak
Andri Shpak –en ucraniano, Андрій Шпак– (3 de marzo de 1986) es un deportista ucraniano que compitió en remo. Ganó dos medallas en el Campeonato Europeo de Remo, en los años 2009 y 2010.

## Palmarés internacional
| Campeonato Europeo | Campeonato Europeo          | Campeonato Europeo | Campeonato Europeo |
| Año                | Lugar                       | Medalla            | Prueba             |
| ------------------ | --------------------------- | ------------------ | ------------------ |
| 2009               | Brest (Bielorrusia)         | Medalla de plata   | Ocho con timonel   |
| 2010               | Montemor-o-Velho (Portugal) | Medalla de bronce  | Ocho con timonel   |